# Gafas de contraventana

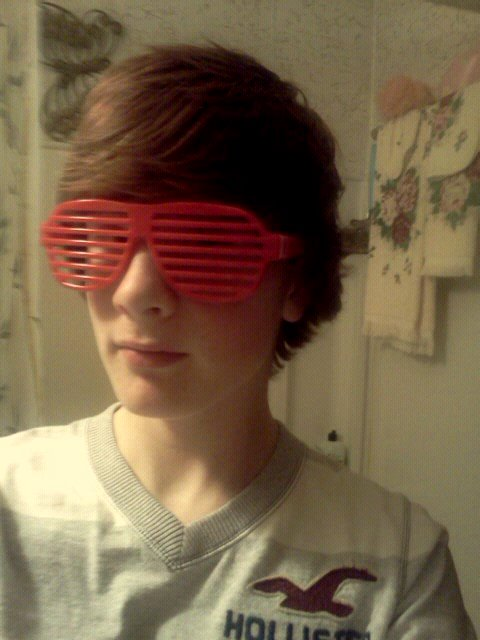
Adolescente usando unas gafas de contraventana.

Las gafas de contraventana (llamadas también shutter shades por su nombre en inglés) son un modelo de gafas de sol que carece de lentes y que es atravesado por paneles que evitan parcialmente la entrada de luz a los ojos. Suelen ser fabricados de plástico y son relativamente frágiles. El modelo se vuelve popular en la década de los 80 y reaparece en el 2007. Su nombre se origina del inglés shutter ('contraventana') y shades ('gafas de sol'), por lo que el término adaptado al español es «gafas de contraventana». 
Los shutter shades suelen ser catalogados como gafas de sol porque evitan la entrada de luz a los ojos, pero la mayoría de los modelos no tienen lentes resistentes a los rayos UV.

## Historia
Su origen es incierto pero existen gafas antecesoras de los shutter shades que datan de los  años 50. Anteriormente estas gafas eran llamadas Venetian Blinders (Obstructores de luz venecianos). Se convirtieron en un accesorio muy popular entre los jóvenes estadounidenses en la década de los 80, porque daban al portador una apariencia futurista.
En el 2007, Alain Mikly diseña un par de gafas contemporáneas, basadas en las gafas utilizadas en los 80, para Kanye West. Fue Kanye West quien catapultó de nuevo las shutter shades, los cuales utilizó en el video de su sencillo "Stronger". En años siguientes se pudo apreciar a varias celebridades usando las peculiares gafas. En la Copa Mundial FIFA de 2010 varios aficionados portaron shutter shades con el diseño de la bandera de sus respectivos países impresa en los paneles de sus gafas.

## Curiosidades
- En el videojuego Team Fortress 2 hay un objeto promocional, lanzado en colaboración con Poker Night at the Inventory de Telltale Games, que representa estas gafas de contraventana.